# Omphacodes punctilineata
Omphacodes punctilineata är en fjärilsart som beskrevs av W. Warren 1897. Omphacodes punctilineata ingår i släktet Omphacodes och familjen mätare. Inga underarter finns listade i Catalogue of Life.